# May (Pokémon)
May (ハルカ; japánul Haruka) a Pokémon című anime és mangasorozat egyik főszereplője. Hoenn és a Kanto régióban utazik Ash Ketchum, Brock és kisöccse, Max társaságában. Célja az, hogy ő legyen a legjobb Pokémon-koordinátor.

## Története
A tízéves May elindul Birch Professzorhoz, hogy megkapja élete első Pokémonját. Itt találkozik Ash Ketchum-al, aki nemrég érkezett meg a Hoenn régióba, ám Pikachuja beteg lett. A Rakéta Csapat támadását Pikachu sikeresen visszaveri, s ezáltal meggyógyul, de véletlenül szénné égeti May biciklijét (Csakúgy, mint Misty esetében.) Ezután May kiválasztja első Pokémonját, Torchic-t (A kezdő mestertanoncok ebben a régióban is három pokémonból választhattak: Torchic, Mudkip és Treecko) Ezt követően Ash és May közösen elindul Petalburg városba, ahol Ash megismerkedik May családjával. Kiderül, hogy May apja, Norman vezeti az itteni edzőtermet, de mivel Ash-nek kevés Pokémonja volt, így nem tudott vele megküzdeni. Ezután elindulnak a legközelebbi város felé, de itt már May kisöccse, Max is velük tart. Megjelenik egy teljesen új versenysorozat, az úgynevezett Pokémon Viadal, ahol a szépség számít, és nem az erő. Ez a vidadal párhuzamosan fut Ash utazásával, és itt nem jelvényeket, hanem szalagokat kell gyűjteni. Mindenki arra számított, hogy May az apja nyomdokait fogja követni, és pokémon-mester lesz; azonban miután látta a Pokémon Viadal versenyeket, úgy döntött, hogy ő inkább erre akar benevezni, és Pokémon-koordinátor szeretne lenni. May fő riválisa Drew lesz, aki gyakran hasznos tanácsokat ad neki, de kissé sértő a modora. A Csata Határmező (Battle Frontier) után Ash és Brock elutaznak a Sinnoh régióba, de May úgy dönt, hogy ő inkább a riválisát követi a Johto régióba. May egy időre kilép a sorozatból, de később meg fogja látogatni Ash-t, Brock-ot, és Dawn-t a Sinnoh régióban, hogy részt vegyen a Wallace kupán...

## Jellemzői
May kezdetekben az utazást és a kalandozást jobban szerette, mint a pokémonokat. Csak azért érdekelte a pokémon-mesterré válás, mert így tudott utazni. Szinte semmit sem tudott a Pokémonokról, ezért Ash vállalta a mentori szerepet. May általában egy nagyon vidám, kedves és optimista lány, bár néha vitatkozik az öccsével, Max-el. Tetszenek neki a nőies és aranyos dolgok, valamint élvezi a bevásárlást. Az élelmiszer egyike volt azon kevés dolgoknak, amitől May nagy dühös lett, ha valaki el akarta lopni tőlük.

## Szinkronhangja
Az animében a japán hangját Kaori Suzuki, angol hangját Veronica Taylor és Michele Knotz, míg magyar hangját Talmács Márta (6-7. évad) és  Csondor Kata (11. évad) alakította.

## May pokémonjai
- Torchic → Combusken → Blaziken
- Wurmple → Silcoon → Beautifly
- Munchlax
- Skitty
- Egg → Eevee → Glaceon
- Bulbasaur → Ivysaur → Venusaur
- Squirtle → Wartortle

## Lásd még
- A Pokémonok listája
- A Pokémon epizódjainak listája